# Funk 'n Pussy
Albums de Schoolly D
Say It Loud, I Love Rap and I'm Proud
(1999) International Supersport
(2010)
Singles
1. Do It, Do It
Sortie : 1999
2. Can You Feel It
Sortie : 1999
3. Yes Yes Y’all
Sortie : 2000

Funk 'n Pussy est le huitième album studio de Schoolly D, sorti le 24 octobre 2000.
Malgré des critiques plutôt positives, cet album, comme les précédents, n'a pas été un succès commercial et n'a été classé dans aucun chart.
Le titre Mr. Big Dick 2000 est un remix du groupe britannique de trip hop Sneaker Pimps.

## Liste des titres
| No  | Titre                                          | Contient un (des) sample(s) de                        | Durée |
| --- | ---------------------------------------------- | ----------------------------------------------------- | ----- |
| 1.  | Yahmean (featuring Chuck D, Lady B et Rasheed) |                                                       | 4:05  |
| 2.  | Our Own Style                                  |                                                       | 1:02  |
| 3.  | Seven Eleven                                   |                                                       | 3:15  |
| 4.  | Do It Do It                                    |                                                       | 3:12  |
| 5.  | Make Your Money                                | Superappin' de Grandmaster Flash and The Furious Five | 3:34  |
| 6.  | Funkvibe Get Loose                             |                                                       | 1:06  |
| 7.  | Can You Feel It                                |                                                       | 3:14  |
| 8.  | Yes Yes Y'All                                  |                                                       | 3:01  |
| 9.  | DooDoo Butt                                    |                                                       | 0:50  |
| 10. | Funk and Pussy                                 |                                                       | 3:48  |
| 11. | Me and My Sistas                               |                                                       | 4:47  |
| 12. | Achydick                                       |                                                       | 1:09  |
| 13. | Get Butt Naked                                 |                                                       | 4:27  |
| 14. | Mr. Big Dick 2000 (Remix)                      |                                                       | 5:40  |
| 15. | Techno Funk                                    |                                                       | 5:07  |
| 16. | YahMean (Hardcore Version) (Morceau caché)     |                                                       | 3:59  |